# Копбергенов, Абдиманап Бапанович
Абдиманап Бапанович Копбергенов (каз. Әбдіманап Бапанұлы Көпберген; 6 июля 1946, Таласский район Жамбылской области, КазССР, СССР) — казахстанский общественный деятель. Депутат Мажилиса Парламента Республики Казахстан (1995—1999).

## Биография
Родился 6 июля 1946 года в селе Акколь Таласского района Жамбылской области. Происходит из племени ысты.
В 1970 году окончил зоотехнический Алма-Атинский зоотехническо-ветеринарный институт, в 1997 году юридический факультет Казахского государственного университета.
Трудовую деятельность начал в 1965 году старшим зоотехником Таласского районного сельскохозяйственного управления.
С 1965 по 1992 год — старший зоотехник Жамбылского областного управления сельского хозяйства, зоотехник, управляющий фермой, главный зоотехник племзавода, секретарь парткома совхоза, директор Сарысуского Каракольского совхоза, первый заместитель председателя райисполкома.
С 1992 по 1993 год — аким Сарысуского района Жамбылской области.
С 1994 по 1995 год — депутат Верховного Совета Республики Казахстан XIII созыва от Каратауского иэбирательного округа № 50 Жамбылской области.
С 1995 по 1999 год — депутат Мажилиса Парламента Республики Казахстан 1-го созыва, член Комитета по аграрным вопросам.
С декабря 1999 года работал заведующим сектором, заместителем заведующего секретариатом Комитета по аграрным вопросам, старшим экспертом, заместителем заведующего отделом документационного обеспечения Аппарата Мажилиса Парламента Республики Казахстан.
С ноября 2010 года находится на пенсии.
Автор книги «Аманатқа адалдық», более 500 публикаций. Член Союза журналистов Казахстана.

## Награды
- Нагрудный знак «Изобретатель СССР» за выведение породы каракульских овец;
- Медаль «Астана» (1998);
- Медаль «10 лет Конституции Республики Казахстан» (2005);
- Медаль «10 лет Парламенту Республики Казахстан» (2006);
- Благодарственное письмо Первого Президента Республики Казахстан;
- звания «Почётный гражданин Сарысуского района» Жамбылской области и др;